# Wilhelm Bartelmann

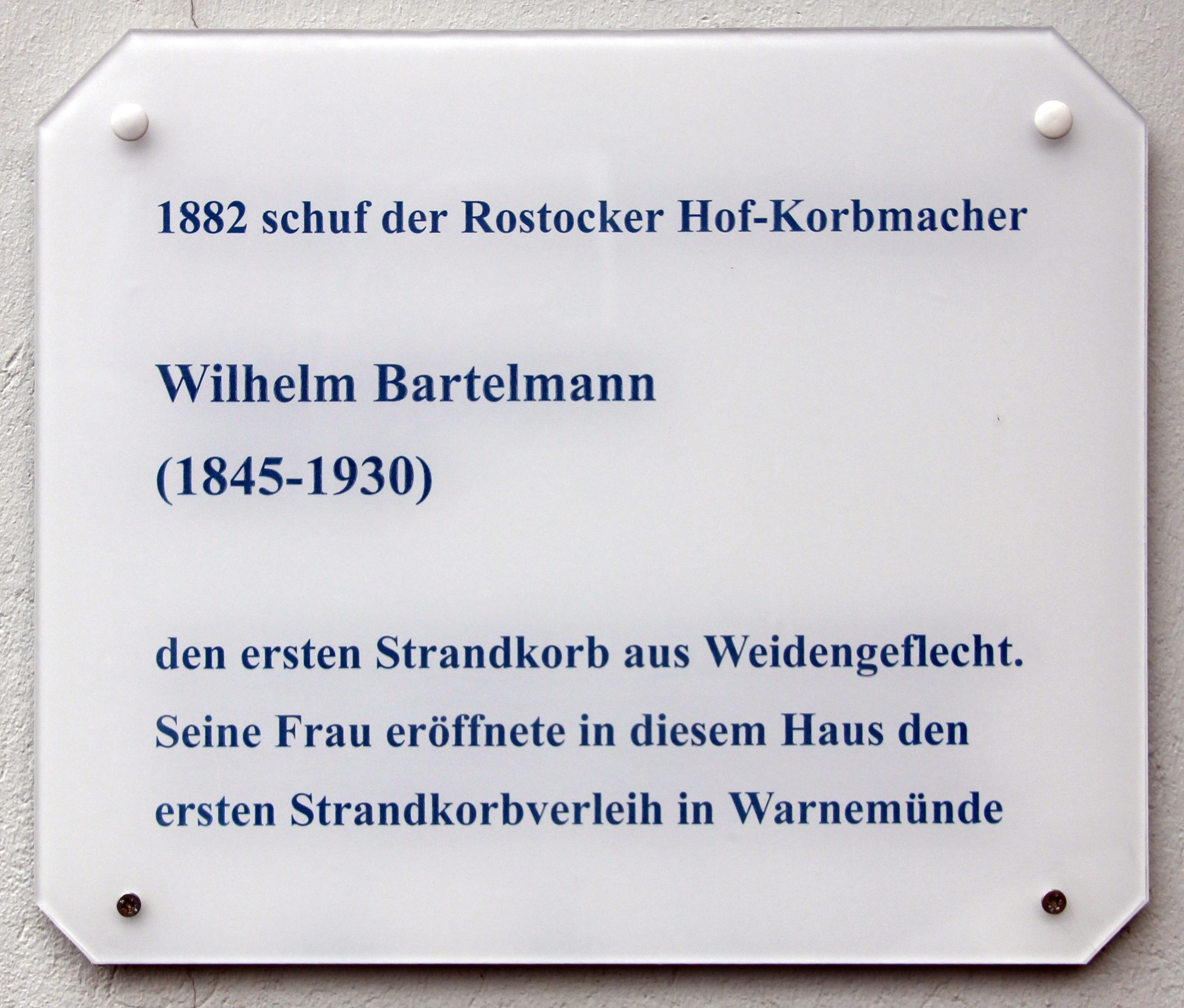
Emléktáblája Warnemündében

Wilhelm Bartelmann (Hamburg–Bergedorf, 1845. október 7. – Rostock, 1930. július 25.) a strandkosár feltalálója.

## Életútja
Egy lübecki kosárfonó család sarjaként született. A mesterséget édesapjától tanulta, majd 25 éves korában saját műhelyt nyitott Rostockban, ahol udvari kosárfonó mesterré nevezték ki. 1882-ben egy reumában szenvedő hölgy, Elfriede von Maltzahn igényét követve találta fel a strandkosarat, hogy az asszony a tengerparti klímát a naptól és széltől védve tudja élvezni. 1883 nyarán Bartelmann felesége, Elisabeth a warnemündei világítótorony szomszédságában megnyitotta az első strandkosár-kölcsönzőt. Férje ugyanebben az évben már elindította a kétüléses változat gyártását. Családjának az 1920-as évekre már Dierhagen, Müritz, Graal, Warnemünde, Brunshaupten és Ahrendsee üdülőhelyeken is volt üzlete. 
2017. október 7-én, születésének 172. évfordulója alkalmából a Google doodle megemlékezett róla.